# 新德意志报
《新德意志报》（德語：Neues Deutschland，缩写为ND）是一份德国日报，在全国范围发行。报社总部设在德国柏林，其口号是“社会主义的日报”（Sozialistische Tageszeitung）。
该报在1946至1989年的德意志民主共和国时期是德国统一社会党的机关报，曾是统一社会党的重要宣传机构之一。1989年12月，该报改制为统一社会党继承党民主社会主义党的有限公司。目前左翼党为该报提供部分经济支持，亦协助该报的出版和印刷。